# Kurata Kohei
Kohei Kurata (sinh ngày 22 tháng 9 năm 1990) là một cầu thủ bóng đá người Nhật Bản.

## Sự nghiệp câu lạc bộ
Kohei Kurata đã từng chơi cho Matsumoto Yamaga FC và Azul Claro Numazu.